# Stylopage rhabdospora
Stylopage rhabdospora är en svampart som beskrevs av Drechsler 1936. Stylopage rhabdospora ingår i släktet Stylopage och familjen Zoopagaceae.   Inga underarter finns listade i Catalogue of Life.